# Sainte-Gemmes-sur-Loire
Sainte-Gemmes-sur-Loire è un comune francese di 4 203 abitanti situato nel dipartimento del Maine e Loira nella regione dei Paesi della Loira.

## Società

### Evoluzione demografica
Abitanti censiti